# Torped 61
Torped 61 (611) var första generationen av en avvecklad tung torped i svenska flottan med trådstyrning direkt från fabrik. Torpeden vidareutvecklades i flera versioner - 612(utsimning/swim-out), 618(ubåtar utan kolvutskjutning t.ex. HMS Näcken (Näk) 1980) och därefter Torped 613(målsökande).

## Prestanda
Torped 61/611 skilde sig från tidigare ångdrivna torpeder. Bränslet var vid avfyring en luft-/spritblandning men ersattes därefter med väteperoxid(HTP, 85%) som syrebärare. Därvid kunde räckvidden öka från 15 till ca 20 km vid högsta fart. Avgaserna var lösliga i vatten, vilket innebar att möjligheterna att upptäcka torpedens bana minskade.
I likhet med tidigare svenska torpedtyper Torped 14 som användes av ytfartyg och Torped 27 för ubåtar var torpeden trådstyrd, dvs både torpeden och det skjutande fartyget hasplade av en tunn koppartråd, genom vilken man kunde ge styrsignaler till torpeden. Det gick därför att kompensera för målets undanmanövrer och om torpeden missade målet kunde den styras tillbaka för nytt försök att träffa målet. Djupgåendet ställdes in före avfyring till några meter under fartygets djup.

### Torped 14/JB7 - föregångaren
Torped 14/141/JB7 (53 cm) kom 1957 och därefter varianten 142 som benämndes TORE-torped, TORE för tråd. Bränsle var motoralkohol. Enhetsfart 40 knop och räckvidd 10,5 km. Torped 142 var Centrala Torpedverkstadens (SAAB Underwater Systems) första leverans av trådstyrd torped.

### Torped 611
Trådstyrd med längre räckvidd än tidigare torpeder. Kolvmotor där bl.a. väteperoxid förbrändes, vilket gav en nästan osynlig bubbelbana. Endast en hastighet och djupgående ställdes in före avfyring.

### Torped 612
Trådstyrd från TORCI i Ops-rummet. Högkoncentrerad väteperoxid HTP 85% som syrebärare och inga avslöjande spår av bubblor i vattnet efter avfyring. Förvånansvärt exakt med mindre än 0,3° avvikelse i sidled och mindre än 0,3% avvikelse i hastighet. Räckvid på 18,5 km vid 45 knop och 24 km vid 30 knop. Vägde 1 755 kg med laddning i stridsspets på 235 kg.

## Bestyckning
Torped 61/611 fanns tillgänglig från 1964 och användes på jagare, torpedbåtar och ubåtar för insats mot ytmål. Danmark hade tillgång till Torped 612 år 1971. Norska varianten fick beteckningen 611N. Under 1972 fick Norge de första leveranserna av Torped 612.

## Utveckling
Första försökstorpeden av Torped 61 togs fram 1954-1955. Första seriebeställningen skedde 1963.
Utvecklingen av efterträdaren till Torped 612 fick arbetsnamnen ”Zanto(s)/Z-torped” för ”ZonrörsANpassad TOrped(S)tridspets” och gjordes under stort hemlighetsmakeri. Första provskjutningen 1979 skedde som en ”vanlig torpedövning”, fast med kodord. Prototypen hade också tråd men tillförts en målsökare värd miljoner. När målsökaren fick kontakt med målet ”släpptes” torpeden. Bärgningen av torpeden gick bra. Efter några minuter dök ett sovjetiskt signalspaningsfartyg typ Majak upp och slog följe ett 20-tal meter akterut till territorialvattengränsen 4M.
Löpande teknikutveckling sedan 50-talet gjorde också att zonrören blev allt mindre och effektivare, vilket gav mer plats för t.ex. sprängämne.